# Жамалов, Аманжан Макаримович
Аманжан Макаримович Жамалов (каз. Аманжан Макәрімұлы Жамалов; род. 1 апреля 1960 года, з/с «Правда», Джамбейтинский район, Западно-Казахстанская область, Казахская ССР) — казахстанский общественный деятель. Депутат Мажилиса Парламента Казахстана VII созыва (с февраля 2022 года).

## Биография
Образование — высшее (Московский институт инженеров железнодорожного транспорта), кандидат экономических наук (Московская академия сферы сбыта и услуг), доктор экономических наук (Евразийский национальный университет им. Л. Н. Гумилёва).
Сентябрь 1977 года — июль 1978 года — учебный мастер кафедры Уральского педагогического института, (Уральск).
Сентябрь 1978 года — сентябрь 1983 года — студент Московского института инженеров железнодорожного института.
Октябрь 1983 года — декабрь 1988 года — бригадир цеха, мастер, помощник машиниста тепловоза, заместитель начальника локомотивного депо по ремонту (Уральск).
Декабрь 1988 года — апрель 1989 года — инструктор идеологического отдела обкома ЛКСМ Казахстана (Уральск).
Апрель 1989 года — июль 1991 года — генеральный директор объединённого молодёжного центра обкома ЛКСМ Казахстана (Уральск).
Июль 1991 года — январь 1992 года — директор МП «Интерсервис» (Уральск).
Январь 1992 года — июнь 1995 года — заместитель генерального директора брокерской фирмы «Международное развитие Казахстана» (Уральск).
Июнь 1995 года — апрель 1997 года — заместитель директора экспортно-импортной фирмы «Техноторг» (Уральск).
Ноябрь 1997 года — июнь 1998 года — ведущий специалист Западно-Казахстанского филиала государственной страховой компании «Казинстрах» (Уральск).
Июль 1998 года — январь 2000 года — начальник отдела по оценке и страхованию недвижимости страховой компании «ФинЭкс» (Алматы).
Февраль 2000 года — ноябрь 2004 года — доцент, профессор кафедры «Бухгалтерский учет и аудит» Западно-Казахстанского института языков и менеджмента «Евразия» (Уральск).
С ноября 2004 года по ноябрь 2011 года — депутат Мажилиса Парламента Казахстана III—IV созывов, член комитета по финансам и бюджету.
Январь 2012 года — июнь 2013 года — заместитель председателя комитета по работе с несостоятельными должниками Министерства финансов Республики Казахстан.
Июнь 2013 года — ноябрь 2013 года — заместитель председателя палаты предпринимателей Республики Казахстан «Атамекен» по связям с парламентом.
Ноябрь 2013 года — март 2016 года — представитель Национальной палаты предпринимателей Республики Казахстан «Атамекен» в Мажилисе Парламента и Правительстве Республики Казахстан.
С марта 2016 года — депутат Мажилиса Парламента Республики Казахстан VI—VII созывов по партийному списку партии «Нур Отан» (с марта 2022 года переименована в партию «Аманат»), член комитета по финансам и бюджету.

## Награды
- Орден «Парасат»
- Орден «Курмет»
- Медаль «За укрепление парламентского сотрудничества» (18 апреля 2019 года, Межпарламентская ассамблея СНГ) — за особый вклад в развитие парламентаризма, укрепление демократии, обеспечение прав и свобод граждан в государствах — участниках Содружества Независимых Государств[2]
- Медаль «МПА СНГ. 25 лет» (27 марта 2017 года, Межпарламентская ассамблея СНГ) — за заслуги в деле развития и укрепления парламентаризма, за вклад в развитие и совершенствование правовых основ функционирования Содружества Независимых Государств, укрепление международных связей и межпарламентского сотрудничества[3]